# 火星计划

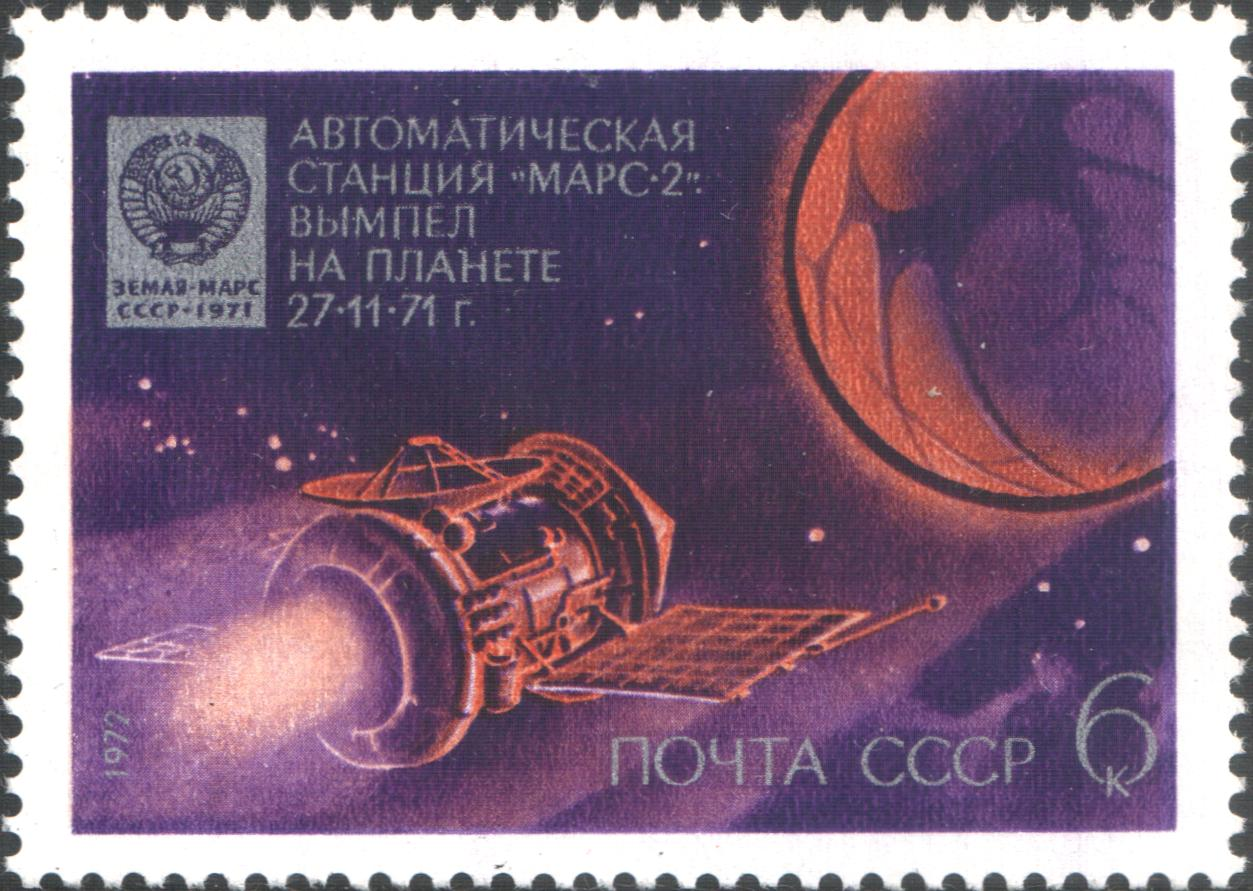
火星二號郵票

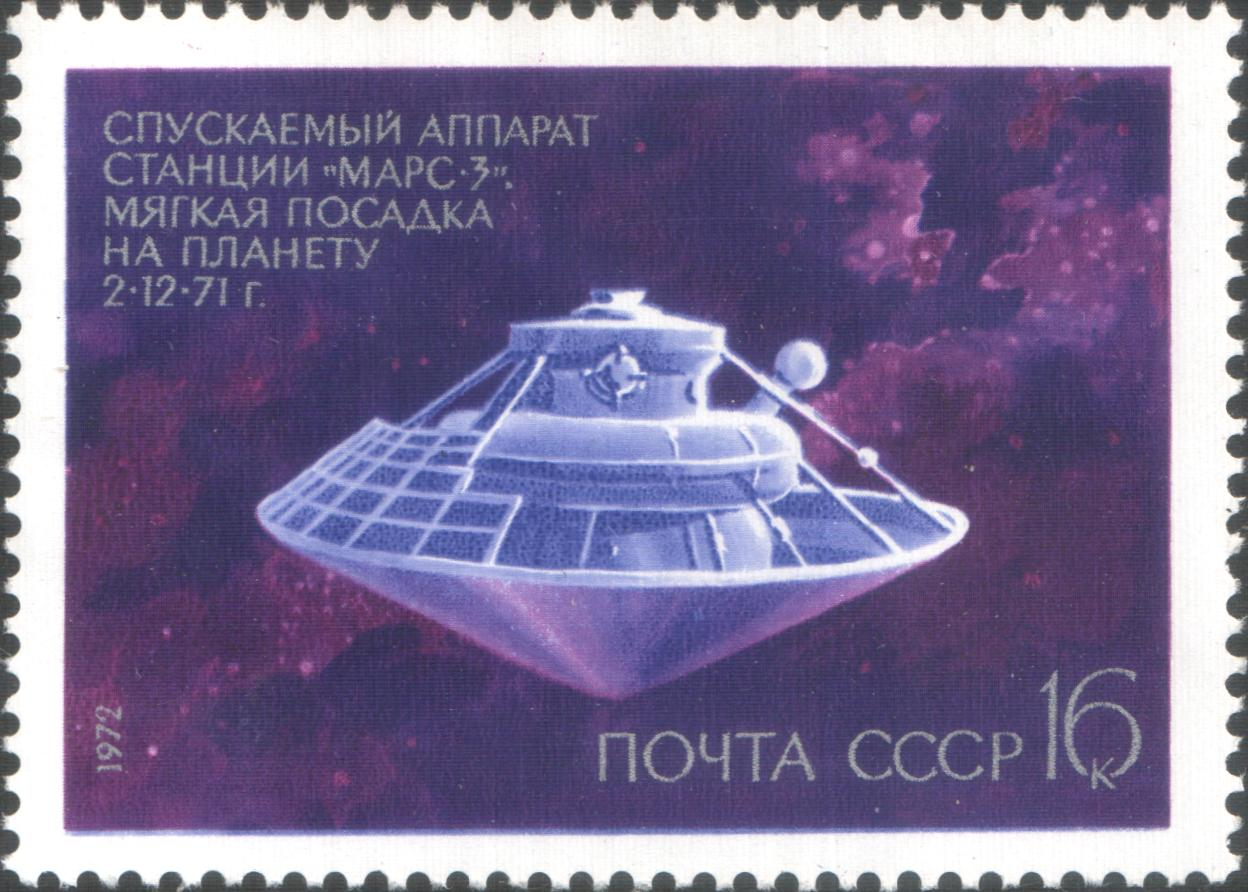
火星三號郵票

火星计划是前苏联政府在1960年至1973年间进行的一个旨在探索火星的太阳系内无人航天计划。在该计划中苏联发射了一系列的飞掠、环绕以及着陆火星的探测器。

## 系列探測器
- 火星1A號
- 史潑尼克23號
- 火星1969A號
- 火星1号
- 火星2號
- 火星3號
- 宇宙419號
- 火星4號
- 火星5號
- 火星6號
- 火星7號
- 火星4NM號（英语：Mars 4NM）（取消）
- 火星5NM號（英语：Mars 5NM）（取消）
- 火星79號／5M號（英语：Mars 5M）（取消）